# Alan T. Waterman
Alan Tower Waterman (* 4. Juni 1892 in Cornwall-on-Hudson, New York; † 30. November 1967 in Washington, D.C.) war ein US-amerikanischer Physiker und erster Direktor der National Science Foundation.

## Leben
Alan T. Waterman studierte an der Princeton University und promovierte dort 1916. Danach war er kurzzeitig an der University of Cincinnati tätig. Während des Ersten Weltkrieges arbeitete er zwei Jahre in der Science and Research Division des Army Signal Corps. Anschließend ging er an die Yale University zurück, wo er bereits ab 1917 angestellt war. 1923 wurde er Assistant Professor, von 1931 bis 1948 war er Associate Professor für Physik an der Yale University. Seine Tätigkeit als Hochschullehrer wurde durch den Zweiten Weltkrieg unterbrochen. Zunächst arbeitete er für das National Defense Research Committee und ab 1943 für das Office of Scientific Research and Development. Beide Behörden wurden von Vannevar Bush geleitet. 1946 wurde er stellvertretender Leiter und leitender Wissenschaftler des Office of Naval Research der United States Navy. Seine reichen Erfahrungen im Wissenschafts- und Forschungsmanagement führten dazu, dass er im April 1951 zum ersten Direktor der National Science Foundation (NSF) berufen wurde. Diesen Posten hatte er bis Juni 1963. Daneben war er Mitglied und Berater in verschiedenen Regierungsbehörden sowie wissenschaftlichen Gesellschaften. 1963 war er Präsident der American Association for the Advancement of Science.
Waterman wurde mehrfach ausgezeichnet. 1960 erhielt er die Public Welfare Medal der National Academy of Sciences und 1963 die Freiheitsmedaille des US-Präsidenten. 1924 wurde er Fellow der American Physical Society und 1927 der American Association for the Advancement of Science. 1954 wurde er zum Mitglied der American Academy of Arts and Sciences gewählt.
Er war der Sohn des Physikers Frank A. Waterman, der am Smith College lehrte.

## Ehrungen
1970 wurde der Mondkrater Waterman nach ihm benannt.
Seit 1975 wird in Erinnerung an Waterman von der NSF der Alan T. Waterman Award vergeben.